# 埃特里亚克
埃特里亚克（法語：Étriac，法語發音：[etʁijak]）是法国夏朗德省的一个市镇，位于该省中南部，属于昂古莱姆区。

## 地理
埃特里亚克（45°31'42"N, 0°1'32"W）面积9.47 平方千米，位于法国新阿基坦大区夏朗德省，该省份为法国西部内陆省份，北起德塞夫勒省和维埃纳省，东临上维埃纳省，东南至多尔多涅省，南至多爾多涅省，西接滨海夏朗德省。
与埃特里亚克接壤的市镇（或旧市镇、城区）包括：克莱、鲁莱-圣埃斯泰夫、瓦勒德维涅。

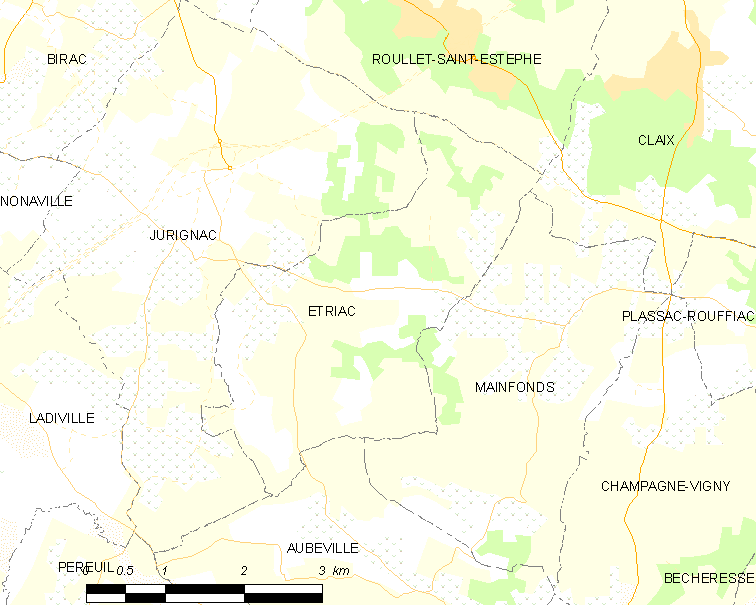
埃特里亚克的OSM定位图

埃特里亚克的时区为UTC+01:00、UTC+02:00（夏令时）。

## 行政
埃特里亚克的邮政编码为16250，INSEE市镇编码为16133。

## 政治
埃特里亚克所属的省级选区为夏朗德南县。

## 人口

1962-2008年间埃特里亚克人口变化图示

埃特里亚克于2022年1月1日时的人口数量为200人。